# Вяппий
Вяппий (чечен. ваьппий) — чеченский тайп, входящий в состав общества аккинцев-ауховцев; населяют область Аух, нынешнего Дагестана. Вяппинцы славились как кузнецы и ремесленники. Говорят на пхарчоевском (южноауховском) говоре ауховского диалекта чеченского языка.

## История

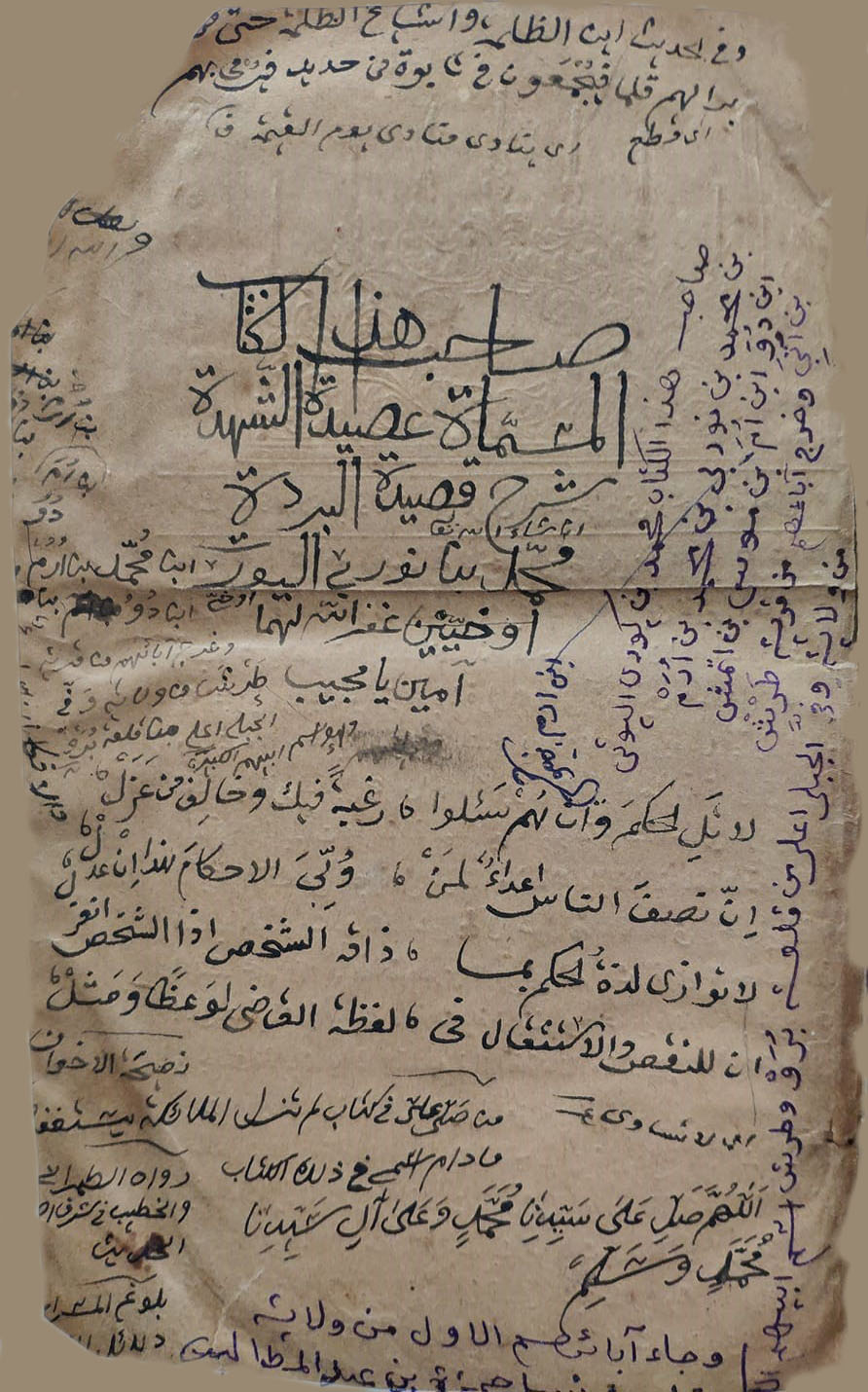
Тептар вяппинцев.

Тайп упоминается в работе Нану Семёнова под названием «Сказки и легенды чеченцев» 1882 года как «Вапій», в кратком списке чеченских тайпов. Культурным центром вяппинцев считался Эрзи, расположенный в Ингушетии. В 17-18 веках они покинули Ингушетию и переселились в Аух. По данным их тептара (летописи) являются по происхождению торшхойцами из горного аула Тярш.
Выходцы с Юрт-Ауха из тайпа вяппий также проживают в Сирии, носят фамилию «Ваппи». Два представителя тайпа Махмуд Ваппи и Даиб Ваппи в 1990 году принимали участие на съезде чеченцев.